# Huutojärvi
Huutojärvi är en sjö i kommunen Enare i landskapet Lappland i Finland. Arean är 37 hektar och strandlinjen är 4,31 kilometer lång. Sjön  ingår i Pasvik älvs huvudavrinningsområde.   Den ligger omkring 310 kilometer norr om Rovaniemi och omkring 1000 kilometer norr om Helsingfors. 
Nordöst om Huutojärvi ligger Hiirijärvi. 